# Ячинце
Ячинце или Ячинци (на македонска литературна норма: Јачинце; на албански: Jaçinca) е село в Северна Македония, в община Куманово.

## География
Селото е разположено в областта Средорек. Селото се дели на две махали - Долно Ячинце на левия бряг на Крива река и Горно Ячинце на няколко километра на юг в северното подножие на планината Манговица.

## История
В края на XIX век Ячинце е българско село в Кумановска каза на Османската империя. Според статистиката на Васил Кънчов („Македония. Етнография и статистика“) от 1900 година Яченци е село, населявано от 246 жители българи християни.
Населението на Ячинце е разделено в конфесионално отношение. Според патриаршеския митрополит Фирмилиан в 1902 година в селото има 25 сръбски патриаршистки къщи. По данни на секретаря на Българската екзархия Димитър Мишев („La Macédoine et sa Population Chrétienne“) в 1905 година в Ячинци има 48 българи екзархисти и 184 българи патриаршисти сърбомани и в селото функционират българско и сръбско училище. Според секретен доклад на българското консулство в Скопие 10 къщи в селото до 1905 година под натиска на сръбската пропаганда в Македония признават Цариградската патриаршия, останалите 26 никога не са били екзархистки.
В учебната 1907/1908 година според Йован Хадживасилевич в селото има патриаршистко училище.
При избухването на Балканската война в 1912 година един човек от Яченци е доброволец в Македоно-одринското опълчение.
Според преброяването от 2002 година селото има 106 жители, всички северномакедонци.

## Личности
Родени в Ячинце
- Павле Младенов, сърбомански четнически войвода
- Спас Ячински, български възрожденец, деец на Кумановската българска община[8]
- Стойко Ангелов Николов, македоно-одрински опълченец, 2 рота на 6 скопска дружина[9]